# الظلال والعظام
الظلال والعظام (بالإنجليزية: Shadow and Bone)‏ هي الرواية الفانتازيّة الأولى للكاتبة الأمريكية لي باردوغو. نُشرت في 5 يونيو 2012، وتحكي قصة ألينا ستاركوف، المراهقة اليتيمة التي نشأت في بلد تحاكي روسيا أسمها رافكا قبل أن تتغير حياتها بعد أن أكتشفت أن لديها قوة لم تكن تعلم عنها من قبل، وتستخدم تلك القوة لحماية أعز أصدقائها.
حصلت شركة نتفليكس على حقوق الرواية وحوّلتها لمسلسل لمسلسل من بطولة جيسي مي لي.